# Piscina (Venezia)
La piscina è un elemento caratteristico dell'urbanistica veneziana. Il termine indica una strada solitamente molto larga ricavata in seguito a interventi di interramento.
A differenza del rio terà, che è ottenuto per interramento di un canale, la piscina è il risultato di un intervento di interramento di uno stagno, di un laghetto o di un'area paludosa, spesso adibita ad area di pesca o anche per la pratica del nuoto e la cui destinazione d'uso originaria è rimasta nel nome anche dopo la bonifica.
Esempi sono la Piscina Venier e la Piscina di Sant'Agnese, entrambe dislocate nel sestiere di Dorsoduro, a poca distanza l'una dall'altra, e la centralissima Piscina San Salvador, situata nei pressi del Ponte di Rialto.